# Hydro-Man
Hydro-Man (Morris Bench) is een fictieve superschurk uit de strips van Marvel Comics, en een vaste vijand van Spider-Man. Hij werkt vaak samen met Sandman en de Frightful Four. Hij werd bedacht door Denny O’Neil en John Romita, Jr., en verscheen voor het eerst in Amazing Spider-Man #212.

## Biografie
Morris Bench was een medewerker op een vrachtschip. Hij werd per ongeluk overboord geduwd door Spider-Man toen die in gevecht was met Namor the Sub-Mariner, net op het moment dat een experimentele onderwater generator werd uitgetest. De energie van de generator, die combineerde met de gassen van onderzeese vulkanen, veroorzaakte een vreemde mutatie in Bench. Hij veranderde in "levend water". Fysiek en emotioneel onstabiel gaf Bench zichzelf de naam Hydro-Man en begon met een leven als superschurk. Hij vocht vaak tegen Spider-Man, maar zonder succes.
Hydro-Man werkte vaak samen met Sandman. Eenmaal kregen te twee echter onenigheid, en fuseerden per ongeluk tot een modderwezen. Hoewel ze later weer wisten te scheiden, waren beide getraumatiseerd en vernederd door de gebeurtenis. Sandman ging door deze ervaring zelfs een tijdje het rechte pad op, terwijl Hydro-Man voortaan zijn meeste misdaden in groepen pleegde.
Zowel alleen en als lid van teams als de Frightful Four en Assembly of Evil, bevocht Bench een groot aantal vijanden zoals Silver Sable, zijn oude helper Sandman, de Fantastic Four, Cloak & Dagger, De Vergelders, de New Warriors, Thunderstrike, de Thunderbolts, Gambit en Black Panther, maar vooral Spider-Man. Uiteindelijk had hij er echter genoeg van. Samen met Shocker besloot hij nog een laatste overval te plegen om genoeg geld te verdienen om met pensioen te gaan. Echter, Hydro-Mans wraakpogingen tegen Spider-Man gooiden roet in het eten.
Meer recentelijk was Hydro-Man lid van Green Goblins Sinister Twelve team.

## Krachten en vaardigheden
Hydro-Man is in staat om geheel of gedeeltelijk in een waterachtige substantie te veranderen. Hierdoor kan hij met gemak beveiligde ruimtes binnengaan via de kleinste openingen. Al Hydro-Mans moleculen blijven geheel onder zijn controle in zijn watervorm. Hydro-Man kan zijn lichaam ook versmelten met grote hoeveelheden water, en dit water op elke manier manipuleren. Middels grote concentratie kan Hydro-Man ook in stoom of ijs veranderen, maar dit is ook sterk afhankelijk van zijn omgevingstemperatuur. Andere van zijn waterkrachten zijn het afvuren van kleine straaltjes water met enorme snelheid, als kogels. Hij kan bepaalde delen van zijn lichaam in “hard water” veranderen en zichzelf fuseren met andere componenten voor verschillende effecten. Dat laatste kan echter ook tegen hem worden gebruikt, aangezien sommige substanties zoals cement hem kunnen uitschakelen. Recentelijk werden zijn krachten versterkt door The Wizard (de leider van de Frightfull Four), waardoor Hydro-Man nu al het water in zijn directe omgeving kan beheersen.
Hoewel hij verder geen superkrachten bezit is Morris behoorlijk sterk (voor een normaal mens). Hij is niet een van Spider-Mans slimste tegenstanders en wordt dan ook vaak door eigen toedoen geëlektrocuteerd of vermeng met cement. Net als Sandman en Electro zou Hydro-Man waarschijnlijk een veel gevaarlijkere tegenstander zijn als hij meer kennis had over de mogelijkheden van zijn krachten.

## Hydro-Man in andere media
- Hydro-Man verscheen in Spider-Man: The Animated Series, waarin Rob Paulsen zijn stem deed. In de serie was hij Mary Jane Watsons ex-vriend. Hydro-Man stalkte Mary Jane en Spider-Man probeerde hem te stoppen. Uiteindelijk wist Spider-Man hem te verslaan door hem weg te lokken van elke waterbron, en vervolgens te laten verdampen door de zon. 
 In aflevering #59, maakte Dr. Miles Warren een kloon van Hydro-Man met de restanten van de eerste Hydro-Man. Op aandringen van de kloon maakte hij ook een kloon van Mary Jane, met dezelfde waterkrachten als Hydro-Man. Hydro-Mans kloon viel net als Mary Janes kloon uit elkaar doordat ze onstabiel waren.
- Hydro-Man verscheen ook in de Fantastic Four animatieserie uit 1994, waarin zijn stem werd gedaan door Brad Garrett. Hier was hij lid van de Wizards Frightful Four.